# Zamek Scaligerich w Malcesine
Zamek Scaligerich w Malcesine (wł. Castello Scaligero) – zamek obronny w mieście Malcesine we Włoszech, na wschodnim brzegu jeziora Garda. Wznosi się na niewysokim, skalistym przylądku wychodzącym w wody jeziora Garda. Pierwszy gród obronny został w tym miejscu zbudowany przez Longobardów krótko po ich wkroczeniu na tereny Italii w latach 60. VI wieku. Zburzony przez Franków w 590 roku, podczas trzeciej wyprawy króla Childeberta II, został później odbudowany i w 806 roku gościł króla Longobardów Pepina. Decyzją króla Karola Wielkiego w 887 roku zamek wszedł w skład marchii Werony. Po najeździe Madziarów w roku 899 został później ponownie umocniony, a leżące obok miasto – otoczone murami obronnymi.
W 1277 roku zamek przejął Alberto I della Scala, który był już wówczas władcą Werony. Zamek pozostawał we władaniu Scaligerich do 1387 roku. Na skutek znacznej przebudowy, dokonanej przez tę rodzinę, obiekt od tego czasu nazywany jest „zamkiem Scaligerich”.
W 1387 roku ziemie te dostały się do rąk Gian Galeazzo Visconti'ego, władcy Mediolanu. Już jednak w 1403 roku jego syn, książę Mediolanu Giovanni Maria Visconti, w trakcie walk między istniejącymi w księstwie stronnictwami, utracił Malcesine. Dwa lata później, w 1405 roku, tereny nad Gardą przejęła Republika Wenecka, która władała nimi do 1797 roku. Ten długi, w miarę spokojny okres, przerwany został na początku XVI wieku, w okresie walk Wenecjan z państwami Ligi z Cambrai, kiedy to od 1506 roku zamek pozostawał pod władzą cesarza Maksymiliana I Habsburga. Odzyskał go w maju 1513 roku wenecki kondotier Scipione Ugoni atakiem od strony jeziora. Z czasem zamek, nie konserwowany, tracił swoje walory obronne. Z końcem XVIII w. był już w części ruiną. Johann Wolfgang Goethe, który we wrześniu 1786 r. w trakcie podróży po Włoszech zatrzymał się w Malcesine, zanotował w swych notatkach z "Podróży włoskiej": Nie ma tu bram, żadnych umocnień ani straży i zamek dostępny jest każdemu.
Od 1797 roku przez krótki czas zamkiem władali Francuzi Napoleona, a następnie, po kongresie wiedeńskim (1815) - Austria. Za panowania Austriaków, które zakończyło się w 1866 roku z chwilą włączenia Królestwa Lombardzko-Weneckiego do Królestwa Włoch, zamek przebudowano, dostosowując go do wymogów XIX-wiecznej sztuki wojennej.
Od 22 sierpnia 1902 roku chroniony jako pomnik narodowy (wł. monumeto nazionale), od 2017 roku stanowi własność gminy Malcesine.
Na zamku, w pomieszczeniach tzw. Pałacu Weneckiego (wł. Palazzo Veneziano) znajduje się Muzeum Historii Naturalnej jeziora Garda i Monte Baldo (wł. Museo di Storia Naturale del Garda e del Baldo). Jego ekspozycje zostały gruntownie przebudowane i unowocześnione w 2008 roku.